# Patrycja Gulak-Lipka
Patrycja Anna Gulak-Lipka (ur. 16 maja 1982 w Olsztynie) – polska koszykarka grająca na pozycji środkowej, reprezentantka Polski, medalistka mistrzostw Polski.

## Kariera sportowa
Jest wychowanką TSK Olsztyn, w jej barwach debiutowała w sezonie 1996/1997 w II lidze. W latach 1997–1999 była uczennicą Szkoły Mistrzostwa Sportowego w Warszawie (I i II klasa liceum), w latach 1999-2001 występowała w II-ligowej Łączności Olsztyn. W 2001 wyjechała do USA, w latach 2001-2003 była zawodniczką amerykańskiej drużyny St. John's University, w sezonie 2003/2004 pauzowała z uwagi na przepisy NCAA, w latach 2004-2006 była zawodniczką drużyny University of Massachusetts. Następnie powróciła do Europy, w sezonie 2006/2007 była zawodniczką hiszpańskiej drużyny Acis Incosa León (7 miejsce w ekstraklasie), w sezonie 2007/2008 Lotosu Gdynia. Z gdyńską drużyną zdobyła w 2008 wicemistrzostwo Polski. W latach 2008–2010 występowała w zespole Energa Toruń, zdobywając w 2010 brązowy medal mistrzostw Polski. Odeszła z klubu w grudniu 2010. W rundzie wiosennej sezonu 2010/2011 była zawodniczką francuskiej I-ligowej drużyny Charleville-Mézières (11 miejsce w ekstraklasie), w sezonie 2011/2012 włoskiej Basket Alcamo (przedostatnie miejsce w ekstraklasie ostatecznie utrzymując drużynę w najwyższej lidze włoskiej), w sezonie 2012/2013 włoskiej Ceprini Costruzioni Orvieto (8 miejsce w sezonie zasadniczym, drużyna odpadła w I rundzie play-off). W sezonie 2013/2014 ponownie występowała w Enerdze Toruń (4 miejsce w ekstraklasie). W październiku 2014 urodziła syna i nie powróciła już do gry.
Z reprezentacją Polski kadetek zajęła 9 miejsce na mistrzostwach Europy w 1997, z reprezentacją Polski juniorek zajęła 6 miejsce na mistrzostwach Europy w 1998, a na mistrzostwach Europy w 2000 zdobyła brązowy medal. Na mistrzostwach świata juniorek w 2001 zajęła z drużyną 10 miejsce. Z reprezentacją Polski seniorek wystąpiła na mistrzostwach Europy w 2011 (11 miejsce).
Od 2020 posiada uprawnienia komisarza zawodowych rozgrywek koszykarskich.
W 2012 ukończyła studia z zakresu zarządzania na Uniwersytecie Mikołaja Kopernika w Toruniu. Od 2017 pracuje na macierzystej uczelni. Tam w 2022 obroniła pracę doktorską Zarządzanie międzykulturowe na przykładzie wybranych profesjonalnych klubów koszykówki napisaną pod kierunkiem Roberta Karaszewskiego. Jest zatrudniona w Katedra Doskonałości Biznesowej Instytutu Nauk O Zarządzaniu i Jakości UMK.